# Nathaniel Mendez-Laing
Nathaniel Otis Mendez-Laing (Birmingham, 15 de abril de 1992) é um futebolista anglo-guatemalteco que atua como atacante. Atualmente joga pelo Derby County e pela Seleção Guatemalteca.
Nascido em Birmingham, é filho de um jamaicano e de uma belizenha com origens guatemaltecas.

## Carreira em clubes
Vindo das categorias de base do Wolverhampton Wanderers, Mendez-Laing fez sua estreia como profissional em agosto de 2009, na vitória dos Wolves sobre o Swindon Town nos pênaltis (o jogo terminou empatado sem gols no tempo normal), pela Copa da Liga Inglesa. Aos 17 anos, seu desempenho fez com que fosse eleito o melhor jogador da partida, que foi também a única do jogador pelo time principal do Wolverhampton. Em março de 2010, assinou seu primeiro contrato profissional e, em julho do mesmo ano, foi emprestado ao Peterborough United, que disputava na época a League One (terceira divisão), estreando na vitória por 3 a 0 sobre o Bristol Rovers. Foram 40 partidas oficiais em sua primeira passagem com a camisa do The Posh e 5 gols marcados antes de ser novamente emprestado pelo Wolverhampton, desta vez para o Sheffield United, até janeiro de 2012. Mendez-Laing disputou apenas 11 jogos na temporada e marcou um gol até o final do período de empréstimo, quando sofreu uma lesão que o deixou de fora por várias semanas.
Após deixar o Wolverhampton, Mendez-Laing voltou ao Peterborough United em julho de 2012, assinando por 3 anos. Em novembro, chegou a ser suspenso e colocado na lista de dispensas juntamente com Gabriel Zakuani, Emile Sinclair e Tyrone Barnett por eles terem cometido uma "violação da disciplina do clube", e o técnico Darren Ferguson afirmou que o atacante "não tinha futuro" no elenco. Mendez-Laing seria emprestado ao Portsmouth, renovando o vínculo por mais 2 meses antes de voltar ao Peterborough em janeiro de 2013.
Jogou também por Shrewsbury Town, Cambridge United (também por empréstimo do Peterborough), Rochdale, Cardiff City, Middlesbrough e Sheffield Wednesday antes de assinar com o Derby County em julho de 2022.

## Carreira internacional
Mendez-Laing representou a Inglaterra nas categorias Sub-16 e Sub-17, em 2008. Em 1 de junho de 2023, foi pré-convocado pela Seleção Guatemalteca que disputaria a Copa Ouro da CONCACAF, sendo incluído na lista definitiva do técnico Luis Fernando Tena no dia 15. Atuou nas 4 partidas dos Chapines na competição e deu 2 assistências para gol durante a campanha (nos jogos contra Cuba e Guadalupe), encerrada nas quartas-de-final com uma derrota por 1 a 0 para a Jamaica.

## Suspensão por doping
Em agosto de 2020, Mendez-Laing chegou a ser suspenso preventivamente por 3 meses depois de testar positivo para cocaína em um exame antidoping. O jogador admitiu que usou em "contexto não relacionado ao desempenho esportivo", e enviou uma amostra de sua urina para o teste em julho do mesmo ano, que detectou traços da droga.

## Estatísticas

### Clube
| Clube                            | Temporada      | Liga           | Liga     | Liga | FA Cup   | FA Cup | Copa da Liga | Copa da Liga | Outros   | Outros | Total | Total |
| Clube                            | Temporada      | Divisão        | Partidas | Gols | Partidas | Gols   | Partidas     | Gols         | Partidas | Gols   | Apps  | Gols  |
| -------------------------------- | -------------- | -------------- | -------- | ---- | -------- | ------ | ------------ | ------------ | -------- | ------ | ----- | ----- |
| Wolverhampton Wanderers          | 2009–10        | Premier League | 0        | 0    | 0        | 0      | 1            | 0            | —        | —      | 1     | 0     |
| Peterborough United (empréstimo) | 2010–11        | League One     | 33       | 5    | 3        | 0      | 2            | 0            | 2        | 0      | 40    | 5     |
| Sheffield United (empréstimo)    | 2011–12        | League One     | 8        | 1    | 0        | 0      | 1            | 0            | 2        | 0      | 11    | 1     |
| Peterborough United              | 2012–13        | Championship   | 21       | 3    | 0        | 0      | 0            | 0            | —        | —      | 21    | 3     |
| Peterborough United              | 2013–14        | League One     | 16       | 1    | 2        | 1      | 2            | 0            | 3        | 1      | 23    | 3     |
| Peterborough United              | 2014–15        | League One     | 14       | 0    | 1        | 0      | 1            | 0            | 0        | 0      | 16    | 0     |
| Peterborough United              | Total          | Total          | 51       | 4    | 3        | 1      | 3            | 0            | 3        | 1      | 60    | 6     |
| Portsmouth (empréstimo)          | 2012–13        | League One     | 8        | 0    | 0        | 0      | 0            | 0            | —        | —      | 8     | 0     |
| Shrewsbury Town (empréstimo)     | 2013–14        | League One     | 6        | 0    | —        | —      | —            | —            | —        | —      | 6     | 0     |
| Cambridge United (empréstimo)    | 2014–15        | League Two     | 11       | 1    | 0        | 0      | 0            | 0            | 0        | 0      | 11    | 1     |
| Rochdale                         | 2015–16        | League One     | 33       | 7    | 1        | 3      | 0            | 0            | 2        | 0      | 36    | 10    |
| Rochdale                         | 2016–17        | League One     | 39       | 8    | 4        | 1      | 2            | 1            | 4        | 0      | 49    | 10    |
| Rochdale                         | Total          | Total          | 72       | 15   | 5        | 4      | 2            | 1            | 6        | 0      | 85    | 20    |
| Cardiff City                     | 2017–18        | Championship   | 38       | 6    | 2        | 0      | 2            | 1            | 0        | 0      | 42    | 7     |
| Cardiff City                     | 2018–19        | Premier League | 20       | 4    | 1        | 0      | 0            | 0            | 0        | 0      | 21    | 4     |
| Cardiff City                     | 2019–20        | Championship   | 27       | 3    | 0        | 0      | 0            | 0            | 2        | 0      | 29    | 3     |
| Cardiff City                     | 2020–21        | Championship   | 0        | 0    | 0        | 0      | 0            | 0            | 0        | 0      | 0     | 0     |
| Cardiff City                     | Total          | Total          | 85       | 13   | 3        | 0      | 2            | 1            | 2        | 0      | 92    | 14    |
| Middlesbrough                    | 2020–21        | Championship   | 9        | 1    | 0        | 0      | 0            | 0            | 0        | 0      | 9     | 1     |
| Sheffield Wednesday              | 2021–22        | League One     | 18       | 2    | 0        | 0      | 0            | 0            | 1        | 0      | 19    | 2     |
| Derby County                     | 2022–23        | League One     | 44       | 7    | 3        | 0      | 2            | 0            | 2        | 1      | 51    | 8     |
| Derby County                     | 2023–24        | League One     | 46       | 9    | 1        | 1      | 0            | 0            | 3        | 0      | 50    | 10    |
| Derby County                     | 2024–25        | Championship   | 15       | 1    | 0        | 0      | 2            | 0            | 0        | 0      | 17    | 1     |
| Derby County                     | Total          | Total          | 105      | 17   | 4        | 1      | 4            | 0            | 5        | 1      | 118   | 19    |
| Total de jogos                   | Total de jogos | Total de jogos | 406      | 59   | 18       | 6      | 15           | 2            | 21       | 2      | 460   | 69    |

1. ↑  Inclui um jogo pela Football League Trophy e outro pelos playoffs de acesso da League One.
2. ↑  Inclui os jogos pela Football League Trophy.
3. ↑  Inclui os jogos pelo EFL Trophy.
4. ↑  Inclui os jogos pelos playoffs de acesso da EFL Championship.
5. ↑  Inclui os jogos pelos playoffs de acesso da League One.

### Internacional
| Seleção   | Ano   | Partidas | Gols |
| --------- | ----- | -------- | ---- |
| Guatemala | 2023  | 8        | 0    |
| Guatemala | 2024  | 7        | 0    |
| Total     | Total | 15       | 0    |

## Títulos
Peterborough
- Football League Trophy: 2013–14

### Individuais
- Jogador do Mês da Championship: Agosto de 2017[28]
- Time da Temporada da League One: 2023–24[29]